# Asia Muhammad
Asia Muhammad (Long Beach, California, 4 de abril de 1991) es una jugadora de tenis profesional estadounidense. 
Su mejor clasificación en la WTA fue la número 124 del mundo, alcanzada en abril de 2017. En dobles ha llegado a ser la número 29 del mundo, en septiembre de 2022. Ha sumado hasta 13 títulos a nivel WTA en la disciplina de dobles. 
Además, también ha ganado tres títulos individuales y 22 de dobles en el circuito ITF.
Se convirtió en profesional en 2007.

## Títulos WTA (13; 0+13)

### Dobles (13)
| Leyenda                                |
| -------------------------------------- |
| Grand Slam (0)                         |
| Juegos Olímpicos (0)                   |
| WTA Finals (0)                         |
| P. Mandatory & Premier 5, WTA 1000 (2) |
| Premier, WTA 500 (3)                   |
| International, WTA 250 (8)             |

| N.º | Fecha                    | Torneos          | Superficie | Pareja            | Oponentes en la final                    | Resultado           |
| --- | ------------------------ | ---------------- | ---------- | ----------------- | ---------------------------------------- | ------------------- |
| 1.  | 13 de junio de 2015      | 's-Hertogenbosch | Hierba     | Laura Siegemund   | Jelena Janković Anastasia Pavlyuchenkova | 6-3, 7-5            |
| 2.  | 24 de septiembre de 2016 | Guangzhou        | Dura       | Shuai Peng        | Olga Govortsova Vera Lapko               | 6-2, 7-6(3)         |
| 3.  | 16 de septiembre de 2018 | Quebec           | Dura (i)   | María Sánchez     | Darija Jurak Xenia Knoll                 | 6-4, 6-3            |
| 4.  | 7 de abril de 2019       | Monterrey        | Dura       | María Sánchez     | Monique Adamczak Jessica Moore           | 7-6(2), 6-4         |
| 5.  | 12 de enero de 2020      | Auckland         | Dura       | Taylor Townsend   | Serena Williams Caroline Wozniacki       | 6-4, 6-4            |
| 6.  | 20 de marzo de 2021      | Monterrey        | Dura       | Caroline Dolehide | Heather Watson Saisai Zheng              | 6-2, 6-3            |
| 7.  | 9 de enero de 2022       | Melbourne I      | Dura       | Jessica Pegula    | Sara Errani Jasmine Paolini              | 6-3, 6-1            |
| 8.  | 7 de enero de 2023       | Adelaida I       | Dura       | Taylor Townsend   | Storm Sanders Kateřina Siniaková         | 6-2, 7-6(2)         |
| 9.  | 11 de febrero de 2024    | Cluj-Napoca      | Dura (i)   | Caty McNally      | Harriet Dart Tereza Mihalíková           | 6-3, 6-4            |
| 10. | 3 de agosto de 2024      | Washington       | Dura       | Taylor Townsend   | Jiang Xinyu Wu Fang-hsien                | 7-6(0), 6-3         |
| 11. | 18 de agosto de 2024     | Cincinnati       | Dura       | Erin Routliffe    | Leylah Fernandez Yulia Putintseva        | 3-6, 6-1, [10-4]    |
| 12. | 15 de marzo de 2025      | Indian Wells     | Dura       | Demi Schuurs      | Tereza Mihalíková Olivia Nicholls        | 6-2, 7-6(4)         |
| 13. | 15 de junio de 2025      | Queen's Club     | Hierba     | Demi Schuurs      | Anna Danilina Diana Shnaider             | 7-5, 6-7(3), [10-4] |

#### Finalista (4)
| N.º | Fecha                    | Torneos      | Superficie    | Pareja             | Oponentes en la final                | Resultado        |
| --- | ------------------------ | ------------ | ------------- | ------------------ | ------------------------------------ | ---------------- |
| 1.  | 19 de marzo de 2022      | Indian Wells | Dura          | Ena Shibahara      | Xu Yifan Zhaoxuan Yang               | 5-7, 6-7(4)      |
| 2.  | 25 de septiembre de 2022 | Seúl         | Dura          | Sabrina Santamaria | Kristina Mladenovic Yanina Wickmayer | 3-6, 2-6         |
| 3.  | 25 de mayo de 2024       | Estrasburgo  | Tierra batida | Aldila Sutjiadi    | Cristina Bucșa Monica Niculescu      | 6-3, 4-6, [6-10] |
| 4.  | 13 de octubre de 2024    | Wuhan        | Dura          | Jessica Pegula     | Anna Danilina Irina Khromacheva      | 3-6, 6-7(6)      |

## Títulos WTA 125s

### Dobles (3)
| N.º | Fecha                   | Torneos      | Superficie    | Pareja          | Oponentes                          | Resultado           |
| --- | ----------------------- | ------------ | ------------- | --------------- | ---------------------------------- | ------------------- |
| 1.  | 26 de noviembre de 2016 | Indian Wells | Dura          | Taylor Townsend | Caty McNally Jessica Pegula        | 6-4, 6-4            |
| 2.  | 6 de noviembre de 2021  | Midland      | Dura (i)      | Harriet Dart    | Peangtarn Plipuech Aldila Sutjiadi | 6-3, 2-6, [10-7]    |
| 3.  | 18 de mayo de 2024      | París        | Tierra batida | Aldila Sutjiadi | Monica Niculescu Zhu Lin           | 7-6(3), 4-6, [11-9] |

#### Finalista (3)
| N.º | Fecha                   | Torneos  | Superficie | Pareja        | Oponentes                      | Resultado           |
| --- | ----------------------- | -------- | ---------- | ------------- | ------------------------------ | ------------------- |
| 1.  | 26 de noviembre de 2016 | Honolulu | Dura       | Nicole Gibbs  | Eri Hozumi Miyu Kato           | 7-6(3), 3-6, [8-10] |
| 2.  | 26 de noviembre de 2017 | Honolulu | Dura       | Eri Hozumi    | Hsieh Shu-ying Hsieh Su-wei    | 1-6, 6-7(3)         |
| 3.  | 8 de septiembre de 2018 | Chicago  | Dura       | María Sánchez | Mona Barthel Kristýna Plíšková | 3-6, 2-6            |

## Títulos ITF

### Individual (10)
| Torneos de $100,000 |
| Torneos de $75,000  |
| Torneos de $50,000  |
| Torneos de $25,000  |
| Torneos de $15,000  |
| Torneos de $10,000  |

| N.º | Fecha                    | Torneo                          | Superficie | Oponentes           | Resultado        |
| --- | ------------------------ | ------------------------------- | ---------- | ------------------- | ---------------- |
| 1.  | 3 de junio de 2007       | Houston , Estados Unidos        | Dura (i)   | Jelena Pandzic      | 6-3, 4-6, 6-4    |
| 2.  | 12 de mayo de 2013       | Raleigh, Estados Unidos         | Arcilla    | Chalena Scholl      | 6-2, 6-2         |
| 3.  | 2 de noviembre de 2015   | Canberra, Australia             | Dura       | Eri Hozumi          | 6-4, 6-3         |
| 4.  | 5 de febrero de 2017     | Burnie, Australia               | Dura       | Arina Rodionova     | 6-2, 6-1         |
| 5.  | 25 de febrero de 2018    | Rancho Santa Fe, Estados Unidos | Dura       | Kurumi Nara         | 6-4, 2-6, 7-6(3) |
| 6.  | 5 de agosto de 2018      | Lexington, Estados Unidos       | Dura       | Ann Li              | 7-5, 6-2         |
| 7.  | 30 de septiembre de 2018 | Templeton, Estados Unidos       | Dura       | Sesil Karatantcheva | 2-6, 6-4, 6-3    |
| 8.  | 22 de septiembre de 2019 | Cairns, Australia               | Dura       | Zuzana Zlochová     | 6-2, 6-2         |
| 9.  | 6 de octubre de 2019     | Brisbane, Australia             | Dura       | Maddison Inglis     | 6–3, 3–6, 6–3    |
| 10. | 9 de febrero de 2020     | Launceston, Australia           | Dura       | Destanee Aiava      | 6–4, 6–3         |

#### Finalista (4)
| N.º | Fecha                 | Torneo                    | Superficie | Oponentes        | Resultado     |
| --- | --------------------- | ------------------------- | ---------- | ---------------- | ------------- |
| 1.  | 9 de marzo de 2008    | Las Vegas, Estados Unidos | Dura       | Camille Pin      | 4-6, 1-6      |
| 2.  | 30 de octubre de 2016 | Bendigo, Australia        | Dura       | Risa Ozaki       | 3-6, 3-6      |
| 3.  | 1 de octubre de 2017  | Brisbane, Australia       | Dura       | Kimberly Birrell | 6-4, 3-6, 2-6 |
| 4.  | 11 de febrero de 2018 | Launceston, Australia     | Dura       | Gabriella Taylor | 3-6, 4-6      |

### Dobles (22)
| Torneos de $100,000 |
| Torneos de $75,000  |
| Torneos de $50,000  |
| Torneos de $25,000  |
| Torneos de $15,000  |
| Torneos de $10,000  |

| Finals by surface |
| ----------------- |
| Dura (13-6)       |
| Arcilla (7-8)     |
| Césped (0-1)      |

| N.º | Fecha                    | Torneos                              | Superficie | Pareja            | Oponentes                           | Resultado           |
| --- | ------------------------ | ------------------------------------ | ---------- | ----------------- | ----------------------------------- | ------------------- |
| 1.  | 17 de octubre de 2010    | Troy, Estados Unidos                 | Dura       | Madison Brengle   | Alina Jidkova Laura Siegemund       | 6-2, 6-4            |
| 2.  | 29 de mayo de 2011       | Carson, Estados Unidos               | Dura       | Alexandra Mueller | Christina Fusano Yasmin Schnack     | 6-2, 6-3            |
| 3.  | 10 de julio de 2011      | Waterloo, Canadá                     | Arcilla    | Alexandra Mueller | Eugenie Bouchard Megan Moulton-Levy | 6-3, 3-6, [10-7]    |
| 4.  | 25 de septiembre de 2011 | Albuquerque, Estados Unidos          | Dura       | Alexa Glatch      | Grace Min Melanie Oudin             | 4-6, 6-3, [10-2]    |
| 5.  | 3 de junio de 2012       | Sacramento, Estados Unidos           | Dura       | Yasmin Schnack    | Kaitlyn Christian María Sánchez     | 6-3, 7-6(4)         |
| 6.  | 23 de septiembre de 2012 | Albuquerque, Estados Unidos          | Dura       | Yasmin Schnack    | Irina Falconi María Sánchez         | 6-2, 1-6, [12-10]   |
| 7.  | 17 de febrero de 2013    | Rancho Santa Fe, Estados Unidos      | Dura       | Allie Will        | Anamika Bhargava Macall Harkins     | 6-1, 6-4            |
| 8.  | 12 de mayo de 2013       | Raleigh, Estados Unidos              | Arcilla    | Allie Will        | Jessica Moore Sally Peers           | 6-3, 6-3            |
| 9.  | 27 de abril de 2014      | Charlottesville, Estados Unidos      | Arcilla    | Taylor Townsend   | Irina Falconi María Sánchez         | 6-3, 6-1            |
| 10. | 4 de mayo de 2014        | Indian Harbour Beach, Estados Unidos | Arcilla    | Taylor Townsend   | Jan Abaza Sanaz Marand              | 6-2, 6-1            |
| 11. | 3 de agosto de 2014      | Vancouver, Canadá                    | Dura       | María Sánchez     | Jamie Loeb Allie Will               | 6-3, 1-6, [10-8]    |
| 12. | 17 de enero de 2015      | Plantación, Estados Unidos           | Arcilla    | Irina Khromacheva | Jan Abaza Sanaz Marand              | 6-2, 6-2            |
| 13. | 28 de febrero de 2015    | Rancho Santa Fe, Estados Unidos      | Dura       | Samantha Crawford | İpek Soylu Nina Stojanović          | 6-0, 6-3            |
| 17. | 28 de febrero de 2016    | Rancho Santa Fe, Estados Unidos      | Dura       | Taylor Townsend   | Jessica Pegula Carol Zhao           | 6-3, 6-4            |
| 18. | 3 de abril de 2016       | Osprey, Estados Unidos               | Dura       | Taylor Townsend   | Louisa Chirico Katerina Stewart     | 6-1, 6-7(5), [10-4] |
| 19. | 16 de abril de 2016      | Pelham, Estados Unidos               | Arcilla    | Taylor Townsend   | Sophie Chang Caitlin Whoriskey      | 6-2, 6-3            |
| 20. | 24 de abril de 2016      | Dothan, Estados Unidos               | Arcilla    | Taylor Townsend   | Caitlin Whoriskey Keri Wong         | 6-0, 6-1            |
| 21. | 1 de mayo de 2016        | Charlottesville, Estados Unidos      | Arcilla    | Taylor Townsend   | Alexandra Panova Shelby Rogers      | 7-6(4), 6-0         |
| 22. | 29 de octubre de 2016    | Bendigo, Australia                   | Dura       | Arina Rodionova   | Shuko Aoyama Risa Ozaki             | 6-4, 6-3            |

#### Finalista (15)
| N.º | Fecha                    | Torneos                              | Superficie | Pareja            | Oponentes                              | Resultado              |
| --- | ------------------------ | ------------------------------------ | ---------- | ----------------- | -------------------------------------- | ---------------------- |
| 1.  | 13 de junio de 2009      | Szczecin, Polonia                    | Arcilla    | Christina McHale  | Michaela Paštiková Lenka Tvarošková    | 2-6, 5-7               |
| 2.  | 18 de abril de 2010      | Osprey, Estados Unidos               | Arcilla    | Madison Brengle   | María Irigoyen Florencia Molinero      | 1-6, 6-7(3)            |
| 3.  | 15 de mayo de 2011       | Raleigh, Estados Unidos              | Arcilla    | Beatrice Capra    | Marie-Ève Pelletier Sharon Fichman     | 1-6, 3-6               |
| 4.  | 13 de mayo de 2012       | Raleigh, Estados Unidos              | Arcilla    | Alexandra Mueller | Gabriela Dabrowski Marie-Ève Pelletier | 4-6, 6-4, [5-10]       |
| 5.  | 5 de mayo de 2013        | Indian Harbour Beach, Estados Unidos | Arcilla    | Allie Will        | Jan Abaza Louisa Chirico               | 4-6, 4-6               |
| 6.  | 9 de junio de 2013       | Marseille, Francia                   | Arcilla    | Allie Will        | Sandra Klemenschits Andreja Klepač     | 6-1, 4-6, [5-10]       |
| 7.  | 27 de octubre de 2013    | Rock Hill, Estados Unidos            | Dura       | Allie Kiick       | Mariana Duque-Marino María Irigoyen    | 6-4, 6-7(5), [10-12]   |
| 8.  | 3 de noviembre de 2013   | New Braunfels, Estados Unidos        | Dura       | Taylor Townsend   | Anna Tatishvili Coco Vandeweghe        | 6-3, 3-6, [11-13]      |
| 9.  | 20 de enero de 2014      | Daytona Beach, Estados Unidos        | Arcilla    | Allie Will        | Nicole Melichar Teodora Mirčić         | 7-6(5), 6-7(1), [1-10] |
| 10. | 2 de junio de 2014       | Brescia, Italia                      | Arcilla    | Louisa Chirico    | Sanaz Marand Florencia Molinero        | 4-6, 6-4, [8-10]       |
| 11. | 28 de septiembre de 2014 | Las Vegas, Estados Unidos            | Dura       | María Sánchez     | Verónica Cepede Royg María Irigoyen    | 3-6, 7-5, [9-11]       |
| 12. | 9 de noviembre de 2014   | Captiva Island, Estados Unidos       | Dura       | María Sánchez     | Gabriela Dabrowski Anna Tatishvili     | 3-6, 3-6               |
| 13. | 10 de octubre de 2015    | Cairns, Australia                    | Dura       | Jennifer Elie     | Jessica Moore Storm Sanders            | 0-6, 3-6               |
| 14. | 2 de noviembre de 2015   | Canberra, Australia                  | Dura       | Lauren Embree     | Misa Eguchi Eri Hozumi                 | 6-7(13), 6-1, [12-14]  |
| 15. | 4 de junio de 2016       | Eastbourne, Reino Unido              | Césped     | María Sánchez     | Yang Zhaoxuan Zhang Kailin             | 6-7(5), 1-6            |